# Richard P. Bland
Richard Parks Bland, né le 19 août 1835 est mort le 15 juin 1899) est un politicien, avocat et éducateur américain, originaire du Missouri. Démocrate, Bland a siégé à la Chambre des représentants des États-Unis de 1873 à 1895 et de 1897 à 1899, représentant à diverses reprises les 5e, 8e et 11e districts du Congrès du Missouri. Surnommé Silver Dick pour ses efforts de promotion du bimétallisme, Bland est surtout connu pour la loi Bland-Allison.
Né dans le Kentucky, il a établi un cabinet juridique sur le territoire de l'Utah après avoir travaillé comme mineur et enseignant. Il a été trésorier du comté de Carson de 1860 à 1864 pendant les années de pointe de la ruée vers les mines de Comstock Lode. Il s'est installé dans le Missouri en 1865 et a établi un cabinet juridique à Lebanon. Il est élu à la Chambre des représentants en 1872 et s'impose rapidement comme l'un des principaux défenseurs du mouvement pour la libre circulation de l'argent. Il a parrainé la loi Bland-Allison, qui exigeait que le département du Trésor des États-Unis achète une certaine quantité d'argent et la mette en circulation sous forme de dollars d'argent. Il s'est également affirmé comme un anti-impérialiste. Bland perd sa réélection en 1894 mais gagne son siège en 1896.
Bland était l'un des principaux candidats à l'investiture démocrate pour les élections à la présidence en 1896, bien qu'il ait exprimé sa réticence à s'y présenter. Son mariage avec une femme catholique suscite l'opposition des éléments anti-catholiques du parti. Bland a reçu le plus grand nombre de voix lors des trois premiers tours de scrutin de la Convention nationale démocrate de 1896, mais pas assez pour obtenir la majorité nécessaire. William Jennings Bryan, qui était également favorable au bimétallisme, remporte l'investiture démocrate au cinquième tour de scrutin et perd ensuite contre le républicain William McKinley lors de l'élection présidentielle. Après la convention, Bland a siégé à la Chambre de 1897 à sa mort en 1899.

## Jeunesse et éducation
Bland est né près de Hartford, dans le comté d'Ohio, au Kentucky, de Stoughton Edward et de Mary P. (Nall) Bland. Son père était un descendant d'une des premières familles de Virginie, dont l'homme d'État et membre du Congrès continental Richard Bland (en). Les Bland et les Nall font partie des premières familles à avoir émigré de Virginie avec Daniel Boone dans les régions sauvages du Kentucky. Malgré le pedigree et la richesse de la famille en Virginie, Richard et ses trois frères et soeurs ont été élevés dans une relative pauvreté dans la petite ferme de ses parents. En 1842, alors que Richard P. Bland a sept ans, la situation est exacerbée par la mort inattendue de son père. La mort de sa mère a suivi en 1849, laissant le jeune adolescent orphelin et l'obligeant à se faire embaucher comme ouvrier agricole pour survivre,. Bien qu'il ait grandi dans la pauvreté, il a pu fréquenter le Hartford College et obtenir un diplôme d'enseignant. Il a ensuite enseigné dans sa ville natale pendant deux ans avant de déménager dans le comté de Wayne, dans le Missouri, à l'âge de 20 ans, en 1855,.
Sa première résidence dans le Missouri fut brève, Bland n'enseignant qu'un trimestre dans une école de Patterson, avant de se rendre plus à l'ouest, en Californie. C'est là qu'il commence à étudier le droit. Il s'est ensuite installé dans la partie occidentale du territoire de l'Utah, qui fait partie de l'actuel Nevada occidental, où il a enseigné à l'école et s'est essayé à la prospection et à l'exploitation minière. Il semble, d'après un éloge funèbre prononcé au Congrès, que pendant son séjour dans l'Ouest, Bland a également été impliqué à de multiples reprises dans des conflits avec des Amérindiens, bien que peu de détails soient connus. Tout en enseignant, il a continué à étudier le droit et, après avoir passé le barreau, il a commencé à pratiquer à Virginia City et à Carson City. C'est au cours de son séjour en Californie et au Nevada qu'il a développé un intérêt durable pour l'exploitation minière, en particulier l'argent.

## Carrière politique

### Chambre des représentants
Le premier poste élu de Richard P. Bland a été celui de trésorier du comté de Carson, dans le territoire de l'Utah, de 1860 à 1864, au plus fort de la ruée vers les mines de Comstock Lode. Laissé sans emploi après la réorganisation de l'État et du gouvernement du Nevada, Bland retourne au Missouri en 1865 et commence à pratiquer le droit avec son frère Charles dans la ville de Rolla. Les frères et sœurs restèrent ensemble jusqu'en 1869, date à laquelle il partit pour Lebanon, Missouri, considérant la ville comme plus viable commercialement car un prédécesseur de St. Louis-San Francisco Railway avait récemment posé des rails dans la ville.
En 1872, il est élu démocrate à la Chambre des représentants des États-Unis au 43e Congrès. Dès le début de son mandat, l'argent sera un sujet de grande importance pour Bland. La panique de 1873 et la loi sur la monnaie de 1873 frappent particulièrement le Missouri et les autres agriculteurs du Midwest, entraînant des saisies et la fermeture d'entreprises dépendantes de l'agriculture. En 1878, avec le républicain de l'Iowa William Allison, il parraine la loi Bland-Allison. Cette loi imposait l'utilisation de l'or et de l'argent comme monnaie américaine et autorisait l'achat d'argent au taux du marché, la frappe des métaux en dollars d'argent et exigeait du Trésor américain qu'il achète chaque mois entre 2 et 4 millions de dollars d'argent dans les mines de l'Ouest. Refusée par le président Rutherford Hayes, le Congrès a voté une nouvelle fois sur la mesure qui l'emportait sur le président. La loi est restée en vigueur jusqu'à ce que le président Grover Cleveland l'abroge en 1893.
Les surnoms de Bland — Le grand roturier et Silver Dick — reflètent ses efforts pour aider à la fois le commun des mortels et les mineurs d'argent. Sa campagne de 25 ans en faveur d'un étalon bimétallique a fait de lui un ami et un défenseur de l'agriculture et des mineurs de l'Ouest. Cependant, Bland était bien plus qu'un législateur à un seul sujet. Il s'impliqua fréquemment dans les débats sur les questions tarifaires, les obligations d'État et la fiscalité des citoyens. Bland s'oppose fermement aux commissions électorales de l'époque de la reconstruction et s'oppose amèrement à l'utilisation de maréchaux américains ou de troupes fédérales dans les bureaux de vote. En matière de politique étrangère, Bland était un anti-impérialiste.
Il fut réélu dix fois à la Chambre des représentants, battu de justesse en 1894, regagna son siège en 1896, fut réélu en 1898 et mourut en fonction en 1899. Alors qu'il était membre de la Chambre, il a été président de la commission des mines et de l'exploitation minière au 44e Congrès. Bland a été président de la commission de la monnaie, des poids et mesures au 48e, 49e, 50e, 52e et 53e Congrès.

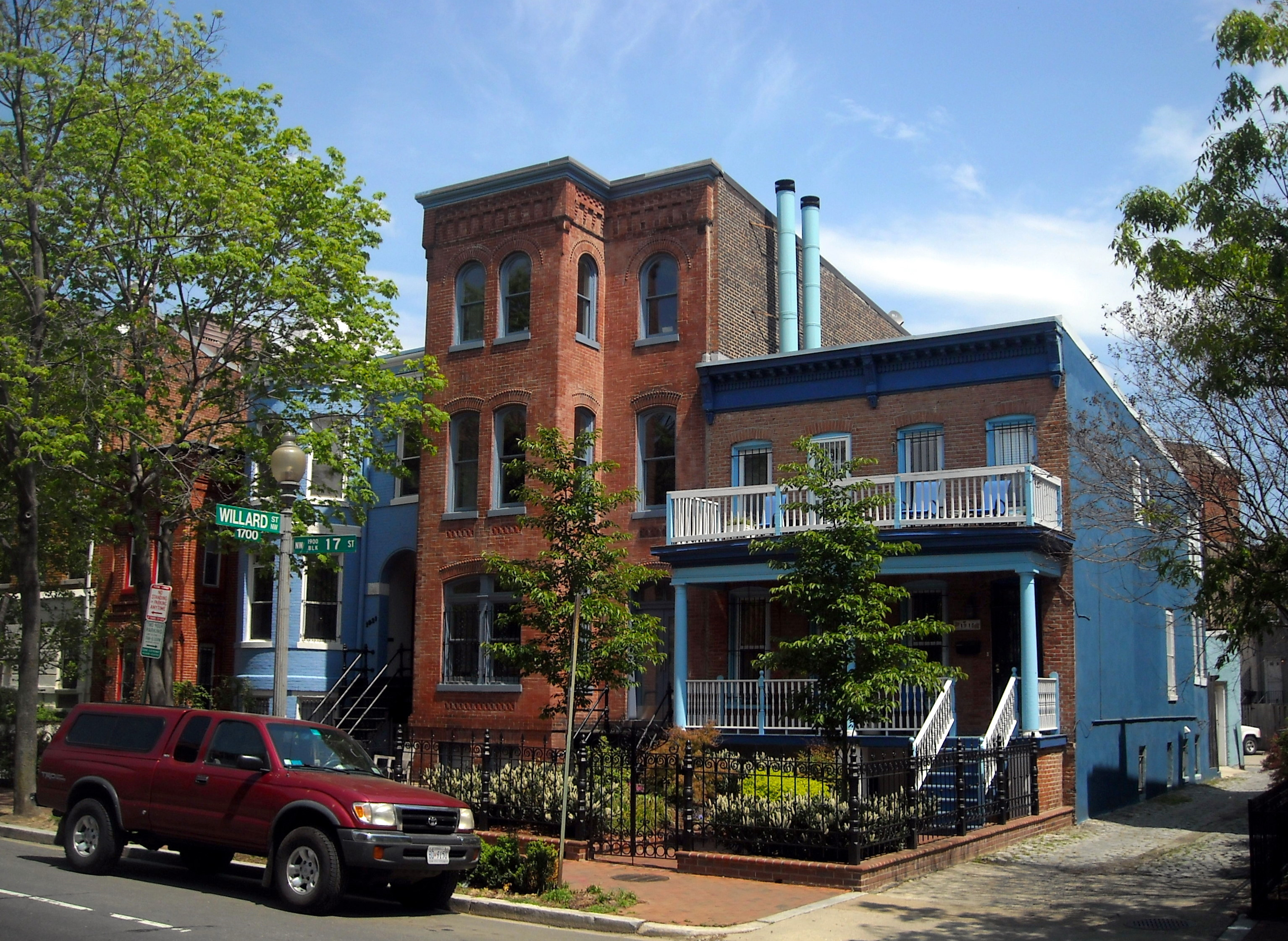
Ancienne résidence de Richard P. Bland à Washington, D.C. (au centre).

### Eléctions présidentielle de 1896
Richard Bland était un candidat fort, bien que réticent, à la présidence des États-Unis en 1896. Il aurait déclaré : « Je n'ai aucun désir dans cette direction. Je n'ai aucune ambition pour cette nomination et j'ai peur que mes amis, en poussant ma personnalité dans ce concours, ne confondent la grande question ». Cette question, bien sûr, comme la plus liée à Bland, était la monnaie et le bimétalisme. Plutôt que de se rendre à la Convention démocrate de Chicago, en Illinois, Bland a choisi de rester dans sa ferme de 160 acres près de Lebanon, dans le Missouri, pour assister au drame politique. Au début, le vote à la convention semblait aller dans le sens de Bland. Il a battu William Jennings Bryan 236 à 137 au premier tour, 281 à 197 au second et 291 à 219 au troisième. Cependant, aucun des votes ne lui a permis d'obtenir la majorité des deux tiers pour s'assurer de l'investiture. À ce moment, l'impact du discours de Bryan sur la Croix d'or commence à se faire sentir et à être compris par les délégués. Bryan prend la tête au quatrième tour de scrutin 280-241. Bland, ne voulant pas risquer de diviser le parti, envoya un télégramme à ses partisans à Chicago pour les rallier à Bryan en disant : « Faites passer la cause avant l'homme ». Sur ce, le cinquième tour n'était qu'une simple formalité, Bryan remportant la victoire 652 à 11. Il était toujours possible que Bland figure sur le billet comme candidat à la vice-présidence. Il a pris un retard considérable au premier tour, mais il a gagné du terrain pour remporter les deuxième et troisième tours de scrutin, mais là encore avec une marge insuffisante pour obtenir la nomination. À cette époque, Bland, qui n'avait jamais été enthousiasmé par l'idée, déclina la candidature de son nom lors de tout autre scrutin, ouvrant ainsi la voie à Arthur Sewall pour devenir le compagnon de route de Bryan,,.

## Vie privée
Richard Bland épouse Virginia Elizabeth Mitchell de Rolla le 19 décembre 1873. Mme Bland était la fille du général confédéré Ewing Young Mitchell. Le couple a eu neuf enfants, dont six étaient encore en vie au moment de sa mort : Theodric, Ewing, Frances, John, George et Virginia. Le mariage des Blands était quelque peu inhabituel pour l'époque, lui étant protestant et fils d'un pasteur presbytérien de formation, et elle étant catholique. Les enfants ont été élevés dans la foi catholique, ce qui, avec son mariage, a conduit à la dérision et au sectarisme des opposants lors de sa candidature à l'investiture présidentielle démocrate en 1896. Répondant aux critiques, Bland a déclaré : « Oui, ma femme est catholique et je suis protestant, et je vivrai et mourrai en tant que tel ; mais mon regret est que je ne suis pas à moitié aussi chrétien que la femme qui porte mon nom et qui est la mère de mes enfants ».
Bland était un franc-maçon, membre de la Loge 231 à Rolla, dans le Missouri. L'un de ses frères, le frère Charles C. Bland, a également exercé la profession d'avocat, et a finalement été juge dans le 18e circuit judiciaire du Missouri. Le beau-frère de Bland, Ewing Young Mitchell, Jr, est devenu avec son aide un page du Sénat américain en 1886 et restera en politique toute sa vie, devenant finalement secrétaire adjoint au commerce sous le président Franklin Delano Roosevelt.

## Mort
Richard P. Bland est mort à son domicile à Lebanon, Missouri, le 15 juin 1899. Il était en mauvaise santé depuis quelques années et, au printemps 1899, il est retourné à Lebanon. depuis Washington, D.C. pour se remettre d'une grave infection de la gorge, mais son état n'a fait que s'aggraver. Il est enterré au cimetière catholique du Calvaire à Lebanon, dans le Missouri. Une foule de plusieurs milliers de personnes se rend dans la petite ville du Missouri, Ozark, pour assister aux funérailles de Bland,.

## Honneurs
Richard P. Bland est celui qui a donné son nom à Bland, dans le Missouri.